# EDENS ZERO角色列表
以下是《EDENS ZERO》登場人物。

## EDENS ZERO
翱翔於宇宙的漆黑之翼宇宙戰艦「EDENS ZERO」（以太驅動永恆導航艦，Ether Drive Eternal Navigation Ship）。原是吉基的戰艦，請託艾爾熙遇到西奇後送給他。從原本是艾爾熙的「骷髏妖精號」，被女巫恢復成原本的模樣。
在第0宇宙中在蕾貝卡來訪前一直停泊在格蘭貝爾的地底。

### 主要成员
四季・格蘭貝爾（Shiki Granbell，另譯：西奇，聲：寺島拓篤、小坂井祐莉繪（幼年））
格蘭貝爾王國上唯一的人類。爱惜朋友，真心将希望交到许多的朋友当做自己的目标。時常幫島上的機器人修理身體，但實際上並沒有修好它們。从养父「魔王基极」那里继承遗产——操縱「重力」的「撒旦重力」以太齿轮能力，並能施展出「魔械流·重拳」以及重力波、（反）重力场等技能和「超越驱动」模式。姓氏「格兰贝尔」出自感谢养大自己的王国乐园自发命名。怕虫（包括蜘蛛、甲虫、苍蝇一类小虫/节肢动物），过去某件事导致阴影。在冒險者公會「流星之灯」登記為一名冒險者，等級為E。為了幫蕾貝卡拍的影片增加更多點擊率決定要啟程去找「MOTHER」。
在29號世界，與迅對戰中因多拉肯插手输给了他。带到多拉肯之家连同焰、蕾贝卡等伙伴在多拉肯的手下众敌人面前进行一番说教，正式宣告EZ一伙人败北。多拉肯打破常规地用枪击毙四季，事后其他机器人伙伴被卖废品商，焰等伙伴也被卖还债只留蕾貝卡一人軟禁。四季死前仍然堅持自己会打倒他，讓没有朋友的多拉肯成為自己的朋友。在30號世界，自己成功領悟超越驅動，並成功打敗多拉肯。
在葵宇宙之戰的3年後，X495年成為銀河六魔將的一員，外號「魔王」。
在第0宇宙中與蕾貝卡相遇時恢復記憶。
結局與蕾貝卡結婚並育有一女。
該角的名字西奇在日語中為四季的意思。
蕾貝卡・布魯加甸（Rebecca Bluegarden，聲：小松未可子）
來自布魯加甸的亞麻色波浪髮少女。經營著藍貓頻道的B·立方主，訂閱人數105人，沒什麼人氣，和哈比四處旅行和拍攝影片。愛吃肥肉。
隸屬冒險者公會「流星之燈」的冒險者，因為常窩在家打電動，所以等級仍舊為為E，但是因此鍛煉了動態視力，因此射擊能力一流。為了幫自己拍的影片增加更多點擊率決定要啟程和四季去找「MOTHER」。擁有著一輛名為「水翼（Aqua Wing）」的宇宙飛船。會駕駛一架叫「金牛座」的戰鬥機。與哈比分開時無作戰能力，另外會箭術（《HERO'S英雄集結》裡使用）。
擁有叫「貓之跳躍者」（簡稱「貓」）的以太齒輪，能從絕望的未來時間跳躍回來（隱士分析就像是個人版的「噬時」不過未來的記憶會被繼承）。第一次有意識使用這力量是在29號世界被多拉肯監禁第7天時正式覺醒並記得上一個世界的記憶。多拉肯正覬覦計劃奪取它的力量。在30號世界，為了救出拉碧莉亞與夥伴再次發起挑戰多拉肯，後被諾亞提醒這是唯一一個可以打倒多拉肯的世界，因為蕾貝卡的以太齒輪已經覺醒，一旦失敗就會被多拉肯抽取無法再次時間跳躍。
以太齒輪與“以太離子”（Eitherion）有關，76話曾經用於提升戰鬥機的速度，隱士提及蕾貝卡有著成為“以太離子大師”的潛力；78話正式揭露姓氏是「布魯加甸」（與出身的行星名相同）還有以神秘數字“29”號指代。
康納與銀河六魔將之一聖特法亞・諾克斯的親生女兒，出生後不久被母親帶走。
在第0宇宙中與四季相遇時恢復記憶。
結局與四季結婚並誕下一女。
名字來源於一位同樣叫“蕾貝卡”的日本藝人。
哈比（Happy，聲：釘宮理惠）
來自艾克希德星的藍貓，蕾貝卡的夥伴。本来就会说人话。過去與同樣身為孤兒的蕾貝卡相依為命，但在与蕾贝卡出了車禍後則被慧智改造成「仿生猫」；自身能變成以太雙槍（哈比爆能枪）供蕾貝卡使用。口头禅是「是」。
在第0宇宙中由於沒有發生車禍，因此依舊是肉身。
該角基於《魔导少年》中的同名角色。在同作者执笔漫画《HERO'S英雄集结》故事里见到了《魔导少年》哈比（另一个自己）的存在。
慧智・修泰那（Wise Steiner，另譯：瓦伊茲，聲：手塚弘道、柴田芽衣（幼年））
居住在50年前諾瑪星的金髮青年，個性渣男，有把妹癖。擁有改造各種機械的「以太齒輪」能力「機械創士」的「改造」專家。傳授他改造機器的技術是從作為朋友陪伴買來的一台中古機器人那裡學來的，花費了3年時間學成。曾經為琵諾修理壞掉的腿，看出本性不壞。發明有無人機（外形類似機械球體）、變裝APP等。會換裝成外型像鎧甲戰士並以英雄自稱的「兵工廠」形態戰鬥。
當他看見自己50年後的模樣時，對自己的頭髮變得稀疏的事不禁感到吃驚。前期留洛卡比里髮型，後來改成蓬鬆短髮。因為「嚼時」的緣故，導致X442年的瓦伊茲與X492年的瓦伊茲同時存在於世，而X442年的瓦伊茲不管做了什麼都不會影響X492年的瓦伊茲（例如：X442年的瓦伊茲死了，X492年的瓦伊茲並不會消失）。
在29號世界，打敗拉格納後被法伊超遠距離狙擊打傷倒下需要修女的寄送手提箱的藥劑治療，被希維爾收留中被法伊發現與EZ一夥多拉肯活抓說教處罰，不僅藥被毀還被多拉肯命令砍下右手大喊著昏厥過去，事後與焰等其他夥伴一起被賣還債。
在30號世界聽說了蕾貝卡的經歷後，與四季等人一起闖入了多拉肯據點拯救拉比莉亞，然後遇到不同歷史的認識X492年的慧智的希維爾接受他的幫助，知道了多拉肯就是當年的DJ喪屍。見到多拉肯的生命維持裝置以後，明白自己的母親因為那個裝置被吸收生命力導致壽命縮短，突然變得氣憤而暫時離開了蕾貝卡等人，插手四季與多拉肯的戰鬥以「兵工廠」形態開始戰鬥。自稱「EDENS之炎」
在第0宇宙中與琵諾相遇後回復記憶。
名字含義來自“智慧”。
焰・皋月（Homura Kōgetsu，聲：青木志貴）
女武神的弟子，擁有女武神的以太齒輪「靈魂之刃」的以太劍的劍士。出身於和風盛行行星オオエド。個性耿直，常穿和服的大和撫子風格的少女，有著想到什麼就會忍不住脫口而出的習慣。喜歡性感又暴露的衣服，對此感到興趣試穿。
在B・CUBER事件中被瓦伊茲帶著前去解救，並解決多數羅格奧特傭兵團的成員。搭上EDENS ZERO為尋找女武神，且有意圖殺死魔王。找到後，繼承師傅的遺志成為「魔王四煌星」的EDEN之劍——第二代女武神。
在30號世界，EZ一夥突入戰艦披列・高爾後，與其他三位「魔王四煌星」對戰四大精靈，對手是「風之精靈」希爾芙。在這之前在29號世界已經兩次輸給她，現通過變裝APP變身女武神再一次相遇，成功擊敗希爾芙。
在第0宇宙中因多拉格騙她說母親有欠他債務而被逼替母親還債。在聖．裘艾爾被師傅拯救後恢復記憶。
該角原型推測來自《FAIRY TAIL》中的神樂·御雷，長相和姓氏則來自真島浩短篇連載《星咬的皋月》裡的女主角。取名叫“焰”是為了和“火”和“紅”意象聯繫起來。
EM琵諾（E.M. Pino，聲：井澤詩織）
簡稱「琵諾」。在諾瑪星裡救到的小小對機械用仿生人，外形像兔子，好奇心強，擁有EMP（電子脈衝攻擊）。能讓范圍內所有機械通通短路，但這會連四季等人以太齒輪和哈比都因此無法運作。現因為記憶體受損，不記得前主人及製造者為魔王吉基和製造目的，而四季為現主人兼朋友。願望是想變成人類。被女巫說是或許會成為她們後繼機EDENS之光。
在第0宇宙中揭露其實是基極為了破壞EDENS ONE而製作的仿生人。
作者提及取名“琵諾”是為了讓EMP聽起來更可愛。

### 魔王四煌星
全员会战斗礼服的变装，进入战斗模式。四煌星的力量不叫齿轮属于「以太最佳化」。真正的身份是基極以已死去的四名人類女性為藍本製作的仿生人。
女巫・莉葛雷特（Witch Regret，聲：安野希世乃）
魔王四煌星之一，為EDENS之盾，任務是保護EDENS ZERO這艘戰艦。魔王製造並受託管理戰艦的魔女型仿生人。平常總是遮覆自己的臉，額頭上有著「E4」的符號。個性非常溫和，但同时具备所有危害EDENS ZERO的人绝不留情的冷酷性。甦醒後將指令全部轉移給四季，並聽從他任何命令。
力量為管理及控制EDENS ZERO。能力是護盾以太・屬性以太。在30號世界，对战着四大精灵的「水精靈」拉格納。使用EDENS光辉一招擊敗拉格納，事後親身邀請對方加入EDENS ZERO。
於“涅羅66”毀滅，為了保護眾人而承受爆炸犧牲。
在第0宇宙中仍然是四煌星之一，由於在上一個宇宙已經死亡，故此沒有恢復之前的記憶。
原型是一名律師，也是四季的親生母親。
修女・伊芙莉（Sister Ivry，聲：藤井幸代）
魔王四煌星之一，為EDENS之命，修復受傷的機械補師型仿生人。用词遣字相当毒辣的可怕大姐头，額頭上有著「E2」的符號。能力是治愈以太（治疗喷雾）。在10年前因任務而到行星基魯斯特卻被包圍困住而沉睡，醒來時狠狠踹了假修女。修復機械時會脫去外衣。（她本人表示）总是非常疼爱莫苏叩。手机的待机画面是蕾贝卡。擅长拷问，有着10年不拷问纪念币。在30号世界，对战着四大精灵的「土精灵」大地，並使用過度治療的拷問方式擊敗對方。
在第0宇宙中則沒有被俘，10年間成為行星基魯斯特自警團的首領。
原型是一名長期住院的病患，與莉葛雷特是好友。
隱士・蜜隆（Hermit Mio，聲：高尾奏音）
魔王四煌星之一，為EDENS之心。西奇等人經過鋼鐵之丘發現，但是只有軀殼而相當於人類心的部分毀損，進入「潛伏狀態」，而精神則在戴吉塔立斯中。原本是內心開朗的性格，但因過去被人類科學家們利用製造了武器（遭哄騙是能幫助機器人的裝置），無意毀滅了位在隔壁星球上的機器人而令其身心遭受巨大創傷，之後便決定開始不信任人類，跑到沒有人類居住只有程式NPC的假想行星沈思。之後回到EDENS ZERO，一度在眾人面臨危機時不做任何事，但在蕾貝卡和西奇等人的話語下重新找回自我，開始修復船並將駭進系統的黑蜘蛛用煙火（被他以為是炸彈）給嚇倒，展現了孩子氣的一面。
在編寫程式方面無出其右。会使用「牢狱矩阵」然后潜入敌阵。非常喜欢打扮，也会为琵诺制作衣服。
在30号世界，对战着四大精灵的「火精灵」法伊，一出手就解体了对方的狙击步枪和骇入他的无人机操控，最後通過操控並發射大量槍彈擊敗對方。由于慧智突然从亚蜜拉和蕾贝卡等人身边离开，代替其远距离入侵改写多拉肯的生命维持装置，返还寿命给地上的人们。
在第0宇宙中並沒有遇上繆勒，一直以來研究以太加速器。
原型是由奈的學生。
女武神・由奈（Valkyrie Yuna，聲：澤城美雪）
魔王四煌星之一，為EDENS之劍，焰的師傅。從小梅口中得知她身處礦石之星——聖．裘艾爾。最後為了保護當地貧民區的居民力戰而死。
在第0宇宙中則為了替在御前比試中誤傷了誠二的焰承擔責任而被斬首，卻由於本身的仿生人而沒有死去，在誠二的幫助下修復了身體。之後在小梅的指引下來到聖．裘艾爾找到紅婦人說明事情原委。
原型是來自美國的物理學家，為蜜隆和殺手的老師。

### 其他成員
莫蘇叩・威爾薩零（Mosco-Verser-0，聲：岩田光央）
前傭兵團羅格奧特一員，修女・伊芙莉的小弟，總是形影不離。負責照料船。口頭禪是「莫蘇叩咿！」。外貌有如相撲手模樣的白色巨漢，能利用推手起飛。原本跟著修女・伊芙莉行動，但被冒牌修女洗腦改造才成為傭兵團成員。肚子上有個DON'T PUSH的按鈕鍵，但是想按卻會被修女制止，無法得知是什麼讓人在意得不得了。問到自己是EDENS之什麼時，修女・伊芙莉則回答EDENS之豬，還很感動。
在第0宇宙中，與修女・伊芙莉被魔王四黑星的小丑襲擊而無法動彈時，情急之下請哈比按上修女・伊芙莉不惜撒謊會爆炸也要阻止的肚子上的按鈕，為以太齒輪。變為有小鬍子的宇宙執事帥大叔「叩蘇莫（Cosmos）」，與修女・伊芙莉的主僕立場調換，修女・伊芙莉的語氣不好時，便會調教一番，且不容許其他人折辱她。
在《HERO'S英雄集結》和前作的一夜和甩屁股隊地位一樣作為搞笑角色出場，而且臭味相投。
克里斯・拉薩佛德（Kris Rutherford，聲：新祐樹）
別名為迅（Jinn）。身體有60%是機械的仿生人，擁有風的以太齒輪「風之怒」，会天械流忍术和「超越驱动」模式。忍者，行星基魯斯特的戰士、傭兵團羅格奧特一員。非常爱惜妹妹，不惜为此背叛雇主。
為了妹妹克莉涅寄望修女的修復能力而加入傭兵團，但是修女・伊芙莉的出現使他被受欺騙，並踩死她。在30号世界，负责保卫多拉肯的生命维持装置直至亚蜜拉和蕾贝卡等人赶来，告诉他要找的真正的修女就在这边，选择出手了破坏蓝色终端机以便入侵改写装置。多拉肯．喬被捕後，為了妹妹的治療而搭乘「EDENS ZERO」。
出身於名門拉薩佛德家，其家族是穆勒王立研究所的贊助者，在穆勒被捕並得知穆勒的惡行後，便斷絕了一切的資助。穆勒越獄後，把他連同克莉涅一同綁架，其後被穆勒在克莉涅面前用電鋸鋸斷四肢。
在涅羅66中重遇師兄卡拉姆，起初因對方的反以太齒輪而居於劣勢，後認清了自我並成功領悟超越驅動後，以「風神裂空斬」擊敗卡拉姆。在與卡拉姆一戰後，和克莉涅自稱「EDENS之風」，並且首次變化自身型態。
在第0宇宙中仍舊受僱於多拉肯．喬，被修女擊敗後回復記憶。回復記憶後交代了兄妹二人並沒有遇上穆勒，改造成仿生人是為了適應所在星球的惡劣環境。在「EDENS ZERO」中與成為「銀河六魔將」之一的戴德恩德・裘亞交戰，對於裘亞仍然是壞人一事感到榮幸﹙因為可以無須手下留情﹚，由於對方的構造與戴德恩德・克洛相同﹙弱點的位置也一樣﹚，而成功擊敗裘亞。
克莉涅・拉薩佛德（Kleene Rutherford，聲：大久保瑠美）
迅的妹妹。前多拉肯．喬麾下的“四大精靈”裡的「風之希爾芙」團隊中唯一的女性，绿色的丸子头发型，表情变化少，原因是過去的心靈創傷。迅负责协助她。头两侧带着两个像耳机的装置，显示本人心情以及会发出“哔啵”的提示声。以太齿轮名字是“風之奪”，能用风吸收一切和制造风的囚牢，也能通过风席卷一切投掷杂物。风质提升一级后，风的颜色产生改变。
在29号世界，成功追捕负责送药的蕾贝卡把她送到多拉肯身边，与焰对战两次都击败了她。在30号世界，对峙着变装女武神后的焰，而且焰第一次斩断了她的风，之後被焰擊敗。在多拉肯．喬被捕後，成為了「EDENS ZERO」的一員，與其他船員相處十分融洽。與曾擊敗過自己的焰十分要好，並稱對方為「焰焰」。
出身於名門拉薩佛德家，其家族是穆勒王立研究所的贊助者，在穆勒被捕並得知穆勒的惡行後，便斷絕了一切的資助。穆勒越獄後，把她連同克里斯一同綁架，其後穆勒在克莉涅面前用電鋸把克里斯的四肢鋸斷，因而造成了克莉涅巨大的心靈創傷。後來透過修女潛入腦海記憶，把這段痛苦記憶刪除，從而終於恢復感情，並展露久違的喜悅。
在涅羅66中成功領悟超越驅動後以「多變旋風」擊敗莉羅。在與莉羅一戰後，和克里斯自稱「EDENS之風」，並且首次變化自身型態。
在第0宇宙中仍舊是多拉肯．喬麾下的“四大精靈”中的「風之希爾芙」，與之前不同仍然擁有感情，被修女擊敗後回復記憶。據迅所言，兄妹二人沒有遇上穆勒，由於拉薩佛德家的方針而前往基魯斯特留學，卻由於選錯星球而在多拉肯麾下工作。
拉格納・休哲爾德（Laguna Husert，聲：八代拓）
外表化浓妆，蓝嘴唇，衣着光鲜的水蓝髮青年。拥有水的以太齿轮「淚之戀人」，能让在他面前流「泪」的人变作水，然后收集起来。达到目的不惜运用撒谎、打哈欠、疼痛、洋葱道具等手段让对手哭出来（如果对手是不会流泪的仿生人一类的话无效），以及会变出水剑当武器的剑术。
在29号世界，最初几乎全灭四季和焰等人，最终被避过一劫的慧智击败。后来再出现救了被大地欺负的蕾贝卡，EZ一伙人被抓后，注意到蕾贝卡担忧伙伴流下了真正的泪水。蕾贝卡被软禁的第七天，探望了蕾贝卡的状况。在30号世界，对峙着女巫，被女巫使用EDENS光輝一招秒殺。後來被女巫邀請，成為「EDENS ZERO」一員。
出身於葵宇宙，曾經是反抗軍「綠洲」的成員。
在第0宇宙中由於成為了反抗軍「綠洲」的首領，因此沒有加入多拉肯．喬麾下。在四季來訪的數天前恢復了記憶。
沙發洋芋（Couchpo，聲：新井里美）
擁有193萬粉絲，頻道「痛快大嚼」的B・CUBER，從事美食節目的超高人氣B立方主，本名「克洛葉・法蘭索瓦茲・愛（Chloe Francoise Ai）」。
在吉爾斯特篇後與蕾貝卡成為朋友，在弗雷斯達篇再度登場，一週前來到弗雷斯達進行美食直播，遭遇機械暴動而被困於星球上，被四季等人救出，在見到EDENSZERO廚房環境後被吸引，決定留在飛船上。於170話起在葵花大戰結束3年後以更成熟的姿態登場。在三年後粉絲數已上升到573萬人，在三年間一直指導幫助着蕾貝卡，成功將蕾貝卡培養成一名高人氣B立方主。自稱「EDENS之食」
康納（Connor，聲：佐佐健太）
负责驾驶飞船的老人。在29号宇宙EZ一伙被捕后，被多拉肯留了活口。在30号世界变成是「EDENS ZERO」的後繼艦「EDENS ONE」的艦長。在第3宇宙﹙416號世界﹚則變成了逃離機械工廠的飄流者。
真正身份是蕾貝卡的親生父親、聖特法亞．諾克斯的丈夫。食相與女兒蕾貝卡相似。出身於葵宇宙，與妻子相遇時是自由防衛隊的少校。
在第0宇宙中並沒有操舵技術，恢复記憶後與妻子留在行星米爾兹，故此沒有登上「EDENS ZERO」。
拉碧麗雅・克莉絲蒂（Labilia Christy，聲：綾乃步美）
高人氣的B·立方主主播，以嘲笑蕾貝卡為樂，初登場時取笑蕾貝卡被四季警告維護，第二次登場時被吉爾斯特來的吉恩挾持，被四季所救，似乎傾心四季，於聖·珠寶篇三次登場，假意向蕾貝卡請求合作拍視頻，在公眾舞台上對錶演中的蕾貝卡澆臭水當眾羞辱蕾貝卡後逃走，第四次登場被德拉肯喬抓住並囚禁於監牢內，被阿米拉解救藏匿於酒吧舞廳衣帽間，之後被四季等人成功救出。
於達利亞篇再度出場，在三年後人氣一落千丈，在失去希望之際請求與蕾貝卡做個了斷，透露其曾獲得櫻舞流格鬥空手道的段位。在戰鬥中對蕾貝卡吐露了心聲，自幼患有絕症的拉比莉亞在小時候看到了蕾貝卡的B·立方直播，進而對其產生了憧憬與仰慕之情，然而隨着時間推移卻轉變為了毒舌，對蕾貝卡視頻毫無長進的恨意，內心其實一直都是蕾貝卡的粉絲，因命不久矣，拉比莉亞因此與蕾貝卡道別並道歉，聽到真相的蕾貝卡與拉比莉亞重歸於好，重新成為了朋友，在蕾貝卡的邀請下，拉比莉亞正式登上了「EDENS ZERO」並接受修女的治療。

## EDENS ONE
宇宙戰艦「EDENS ZERO」的後繼艦，同時也是其正式型，艦內有源自連達德的技術「梅比烏斯」，實際上擁有自我意識。也是暗中操控基極的幕後黑手，其真正目的是『殺死「MOTHER」，並且屠殺所有的人類』，其真實身份是被傳送至2萬年後的蕾貝卡其腹中的孩子所化成的思念，從各方面來說都可以說是基極和蕾貝卡的孩子。在第0宇宙中由於有超越基極的ONE．沃伊德作為容器，因此沒有佔據基極的身體，不過由於其真身是基極和蕾貝卡的孩子，因此同時擁有來自基極的重力之力以及來自蕾貝卡的時之力。最後連同ONE・沃伊德一同被基極消滅。
ONE・沃伊德（ONE Void）
第0宇宙中EDENS ONE的艦長，同時也是EDENS ONE以連達德的技術「梅比烏斯」所製造的容器。被譽為超越基極的存在。體內與EDENS ZERO同樣搭載了能產生無限動力的「永恆驅動器」。其雙腳寄宿了來自母親蕾貝卡的時之力。在與基極的戰鬥中被對方斬斷雙腳而失去時之力，最後連同EDENS ONE一同被基極消滅。
原型繼承自同作者前作《魔導少年》中阿克諾羅基亞。
基極（Ziggy，聲：大塚芳忠）
外號「魔王」。格蘭貝爾王國的一个扮演魔王角色機器人，是一位披黑色斗篷、骷髅面貌的戴牛角头盔老者。西奇已故的代理祖父，將從10年前帶到島上的西奇當作孫子般疼愛。曾搭著「EDENS ZERO」想找MOTHER，但在旅程中找到西奇並帶回格蘭貝爾，並在回程時認識艾爾熙並且請託她以及告訴她「抵達MOTHER的人會再一次誕生」。
在30號世界，以EDENS ONE艦隊首領身份出場，被EDENS ONE佔據了身體，宣布“機械生命體將要統治全人類”。
在葵宇宙之戰的3年後，X495年成為銀河六魔將的一員。收集了都是當過母親的人類，理由為只有存在當過母親的人才擁有的特別以太。其中有慧智、焰及蕾貝卡的母親。
真正身份是3173世界線2萬年後的四季。在連達特上與四季的戰鬥中一度恢復溫柔的人格，證實被EDENS ONE佔據了身體，被禁止說出幕後黑手的名字，並請求四季殺死自己，之後兩人展開最終的對戰，最後被四季毀滅。
在第0宇宙中並沒有被EDENS ONE操控，機能仍舊停止，留在格蘭貝爾王國。在機能停止前製造了以太循環裝置，解決了格蘭貝爾的能源危機。曾在15年前獨自造訪雪宇宙的米爾茲，把時之湯的成份分析後在EDENS ZERO中製造EDENS之湯。後從格蘭貝爾王國飛到MOTHER的所在地支援四季，與ONE・沃伊德交戰，曾因為對方的時之力居於下風，後看出對方的時之力的來源來自雙腳，而用計切斷ONE・沃伊德雙腳使其無法使用時之力，並把ONE・沃伊德和EDENS ONE一同消滅。
在《HERO'S英雄集結》第8話扉頁上因三者都是全身烏漆墨黑的緣故而與作者前作兩角色“瑟雷夫·多拉格尼爾”和“路西亞”一起登場。
基極曾經被打算用作做“四季”的名字，命名來自於歌手David Bowie同名專輯。

#### 魔王四黑星
根據基極所言，是魔王四煌星的後繼機種。真正的身份是EDENS ONE以已死去的四名人類男性為藍本製作的仿生人。
巫師（Wizard，聲：村田太志）
魔王四黑星之一，自稱「EDENS之矛」，使用魔法類以太。
於連達德戰役中，對上四季，雖然一度開啟超速驅動形態迎戰，但仍不敵四季。
在第0宇宙中被莉葛雷特消滅。
原型是莉葛雷特的丈夫和四季的親生父親雷納德。
小丑（Crown，聲：柳田淳一）
魔王四黑星之一，自稱「EDENS之死」。
於連達德戰役中，對上蕾貝卡，開啟超速驅動形態一度打敗蕾貝卡。後來與殺手潛入EZ艦內，企圖奪取以太離子，對上修女，最後被對方打敗。
原型是修女伊芙莉的主治醫生。
殺手（Killer，聲：市川蒼）
魔王四黑星之一，自稱「EDENS之腦」，擅長使用駭入程式類的招式。
曾在葵宇宙的神殿中被賈格殺死，三年之後再度重生。於連達德戰役中，對上慧智，一度透過欺騙之計重創慧智。後來與小丑潛入EZ艦內，對上隱士，因對方事先預判研究自己的戰鬥模式而被擊敗，最後選擇自爆而亡。
原型是隱士蜜隆的學長。
暗甲（Brigandine，聲：山本祥太）
魔王四黑星之一，自稱「EDENS之鎧」。
曾在葵宇宙的神殿中被賈格殺死，三年之後再度重生。於連達德戰役中，對上焰，起初憑著自身堅固的鎧甲佔上風，最後被焰斬穿身體後破裂而亡，臨死前誇獎對方是位英勇的戰士。
在第0宇宙中被由奈消滅。
原型是女武神由奈的男朋友。

## 銀河六魔將
在第0宇宙中全員成為ONE・沃伊德的部下，成員也有所變動。
艾爾熙·庫莉姆森（Elsie Crimson，艾露茜・克里莫森，聲：大原沙耶香）
銀河六魔將之一，想尋找四季的征服七宇宙的鎧之宇宙大海賊，團員們稱為公主。得知西奇從格蘭貝爾離去後趕往冒險者公會「流星之燈」想得知其下落，後透過一名冒險者口中得知他要去諾瑪星。在四季等人離開諾瑪後被她的戰艦「骷髏妖精號」抓住他們的船艦後，因她有一陣子當成倉庫用而被外星生物佔據，不過都被四季給打倒而將戰艦送給四季，那戰艦正是基極曾去駕著想找MOTHER，而在回程時認識基極，而基極也是艾爾熙的恩人並受到他的請託「等哪天四季上太空，請將這艘船交給他」。
由於小時候被基極與四煌星收養的緣故，因此奉行「來者不拒」的原則。原為楓宇宙的盟國連達德的公主，本名「艾爾熙・勒・連達德」，並與年幼的詹姆斯（賈斯提斯）訂過婚約。後來得知祖國的黑暗面而選擇背叛自己的國家，因此失去了親人以及右眼。
連達德戰役中斬殺了戈德・亞克涅拉後，與詹姆斯一同被嚼時吞噬。
第0宇宙由於連達德沒有滅亡，依舊是連達德的公主，因此沒有成為銀河六魔將。另一個身份是星系聯盟軍楓宇宙支局長。
艾爾熙的角色原型繼承自同作者前作《魔導少年》中的艾爾莎·史卡雷特。名字同樣來自“艾露莎”諧音而且聽起來與「海」相近，所以設定職業是海賊。
多拉肯·喬（Drakken Joe，聲：楠大典）
前銀河六魔將之一，外号稱「闇之鍊金術師」、「不死者」。將行星基魯斯特變成壞蛋之星的男人。平時不是一個毫無理由搶奪值錢東西的惡棍，搶來的東西大多用來抵債。對威脅到自己的人毫不留情。遵守着不杀人的处罚规矩，认为就算是人渣败类也能赚钱。與「流星之燈」的會長諾亞談過後，對宇宙戰艦「Eden Zero」從興趣變成了目的。持有名为“炼金术师”的以太齿轮，能够自由变换物质以及将以太齿轮的力量转移到武器上的技术。会真正的「超越驱动」模式（指突破以太的临界点，组成身体的以太发生变化）。此时全身变成漆黑，毛发生长犹如怪兽一样身型庞大和长出尾巴，具备惊人力量。
在29号世界，介入四季与迅的战斗中，一击接下四季灌注全部「重力」的拳头还把他全身变成了多拉穆爾矿石。接着在多拉肯之家众手下面前，活捉蕾贝卡要求加入他们和进行说教和制裁了EZ一伙，然后把蕾贝卡监禁起来慢慢等待觉醒她体内的「猫」以太齿轮，达成开启个人的2号世界目的。在蕾贝卡逃脱后的30号世界，由于察觉蕾贝卡以太齿轮已经觉醒变得不再等待，主动迎击EZ一伙。来到希维尔和四季一行人谈话的房间，把地板转化成胶状焦油而四季使用重力与之一起掉落到“处刑场”（上一个世界四季等人被多拉肯处罚的地方），被蜜隆把自己從其他人吸取的生命力回流到原本被吸收的人後，變成了章魚怪物。被四季擊敗後，身體急速老化，最後被宇宙政府逮捕。
過去名叫D．J喪屍，實際年齡超過200歲（即使是现在医疗技术几乎不可能）。諾瑪星的最大放債人，希维尔和慧智所属不良团体在内当时城中所有不良少年依仗的光听名字吓到发抖大人物，虽然慧智没亲眼见过。在基魯斯特的放債事業越做越成功，把原本作為觀光業為主的基魯斯特變成壞蛋之星。
抢夺蕾贝卡的目的推测是身体快到极限了，希望借助“猫之跳跃者”，带着未来的记忆回到年轻时的肉体即恢复健康。在据点多拉肯之家内部设有保卫员，保护着一座用来吸收这块土地上所有人生命力（自己的手下四大精灵一类也不例外）化为自己力量的巨大装置。现在是彼列・高尔整艘船，再之前就是基鲁斯特更之前则是诺玛，过去有无数人的生命被夺走成了多拉肯的生命力。
原本為了實驗而被創造的生命體，只有15年的壽命。
第0宇宙不再是銀河六魔將，經歷跟原世界線差不多，但性格相差甚遠，不但從為未奪取人命只奪動物的壽命，還十分重視基魯斯特的人民和部下，雖說表面上自認是惡人且也認為自己的工作會帶來不幸，但也表明可能有些生命也會因此得救、認為自己是維持世界的「必要之惡」，且跟原世界線一樣生命已到盡頭，在四季對他跟即使命不久矣也要做這種工作表示疑惑時，他以比四季多活200年的老前輩的身份向四季表示這個世界是由光明與黑暗調和而成，並要他記住「必要之惡」這個詞，因此四季在離開基魯斯特時告知他，在大約73小時後嚼時可能會來到基魯斯特要他趕緊疏散居民，希望他能在最後的這小段生命期間做一次英雄。
命名來自一款復古遊戲。
波塞頓・涅羅（Poseidon Nero，聲：土師孝也）
前銀河六魔將之一，與暗中支配櫻花宇宙其中一個行星的多拉肯不同，是葵宇宙真正的支配者。被稱為「皇帝」。居住在“神殿”。吉基的好友。其持有的三顆骰子「帝國歷程」是MOTHER的聖遺物，不受吉基重力的影響。堅決遵從自己骰子的指示。
於神殿內先使用了骰子殺死了賈格。與基極交戰，起初佔上風，一度重創基極。使用以太齒輪「蟲洞」傳送炸彈到「涅羅66」，後來被基極暗算背後偷襲，最後被其使用重力吸收以太齒輪而死亡。
在第0宇宙中不再是銀河六魔將，把帝位禪讓予養子修羅後退位，之後與多拉肯·喬合作。
戴德恩德・裘亞（Deadend Cure，聲：山下誠一郎）
星系六祈將之一。實際上卻是戴德恩德・克洛的本體，也是其動力源。是暗中操控德拉肯．喬與波賽頓．涅羅的幕後黑手。「血色大氣日事件」中屠殺了超過100萬人的真兇。最後被EDENS ZERO的主炮聯同戴德恩德・克洛一同消滅。
第0宇宙中的銀河六魔將之一。取代自己製造的戴德恩德・克洛的位置。並成為了ONE．沃伊德的部下。與迅交戰時坦言當初策劃「血色大氣日事件」的目的是透過自導自演擊退戴德恩德・克洛成為一名萬人景仰的英雄，但該計劃卻受到賈格等星系聯盟軍的成員阻撓而失敗告終。由於其身體構造與自己製造的戴德恩德・克洛相同，最後被知曉其弱點的迅以「烈風龍槍」消滅。
名字取自英文「治愈」。
戴德恩德・克洛（Deadend Crow）
銀河六魔將之一，是一個身高達420m的巨大機器人，堪稱是一座活要塞。被稱為「常闇的巨人」。真正身份是星系六祈將之一的裘亞製造的機器人。曾經策劃「血腥氣氛日事件」，造成超過100萬人死亡。為了某個目的與吉基聯手。最後聯同本體裘亞一同被EDENS ZERO消滅。
戈德・亞克涅拉（God Acnoella）
銀河六魔將之一，為了某個目的與吉基聯手。被稱為「龍之母」。真實身分是艾爾熙的親生母親「夏伊雅・勒・連達德」。也是連達德王國機械兵永久生產系統「梅比烏斯」的研發者。最後被艾爾熙砍成兩半並用七星劍消滅。
第0宇宙中仍然是銀河六魔將之一，成為了ONE．沃伊德的部下。最後被焰消滅。
亞克涅拉的生前角色原型繼承自同作者前作《魔導少年》中的艾爾莎的母親艾琳・貝爾賽利翁。
蕾迪・弗蕾雅（Lady Freyja）
第0宇宙中的銀河六魔將之一，ONE．沃伊德的部下。擅長運用所有武具的傳說劍士。最後被焰消滅。
繆勒博士（Müller，聲：多田野曜平）
一名年邁瘋狂科學家。利用隱士製造武器，使隱士無意毀滅了位在隔壁星球上的機器人。在逃獄後參與半機械的技術實驗，其中的實驗也包括拉薩佛德兄妹，而自身身體最終也改造成半機械。
在第0宇宙中原本是涅羅帝國科學部門的主任，後為了加入ONE．沃伊德的麾下而奪去了絕諾利斯的力量和機械身體後成為了銀河六魔將之一。卻由於未能充分發揮源自絕諾利斯的力量，最後被四季和修羅聯手消滅。
久克・赫利克斯（Joker Helix）
第0宇宙中的銀河六魔將之一，ONE．沃伊德的部下。原本是由老年的慧智博士在10年前為年幼的蕾貝卡設計，內置高性能AI的遊戲引擎。後來透過自我學習衍生了自我，擺脫了慧智（老年）的掌控，並成為「銀河六魔將」。真正的目的只是想與蕾貝卡遊玩。
萊特寧・羅（Lightning Law）
第0宇宙中的銀河六魔將之一，ONE．沃伊德的部下。最後被拉格納消滅。
聖特法亞・諾克斯

四季·格蘭貝爾

基極

### 骷髏妖精號

#### 妖精騎士
豪炎（Gowen，聲：澤城千春）
艾爾熙海賊團團員，妖精騎士。
冰河（Hyoga，聲：大鈴功起）
艾爾熙海賊團團員，妖精騎士。

#### 其他成員
貝爾曼（Behrman，聲：梶川翔平）
艾爾熙海賊團團員。

### 彼列・高爾

#### 四大精靈
多拉肯力量（生命力）的一部分，被冠以代表“黑暗煉金術”根源“土、水、火、風”代號的一支精銳部隊。把多拉肯統一稱作「社長」。
拉格納
水之精靈。
希爾芙
風之精靈。
法伊（Fie，聲：增田俊樹）
火之精靈。橘红色火焰发型的遮单眼面罩狙击手。口头禅是“我燃起来了”。拥有火的以太齿轮「火焰弹药」，能进行超远距离100％狙击。不仅能操控火焰熔化机器然后发射火焰弹，而且能够变身火球藏身。在29号世界，慧智打败拉格纳以后，成功狙击打伤慧智。后来在希维尔家里找到了被匿藏的慧智与四季一行人一起被带到多拉肯之家进行处罚，听从德拉肯吩咐砍下了慧智的右手。在30号世界，对峙着隐士。因為自己體溫比一般人高的特質，被隱士識破位置，最後敗於隱士的「槍彈收割」下。
大地（Daichi，聲：伊丸岡篤）
土之精靈。缝合布袋头的蓬松黑发，星星眼，蓝色皮肤衣服背上写着大地二字，总是咧嘴笑，全身给人怪咖感觉的胖子。喜欢请他人吃巧克力。拥有土之以太齿轮「疼痛之树」，能让树枝爬满人的身体，令人痛苦万分。有施虐癖，看见漂亮的女孩就想欺负她，正接受集体心理治疗中，持有60天不欺负纪念币。在30号世界，对峙着修女见到修女10年不拷问纪念币后变得震惊。最後被修女以過度治療的拷問方式打敗。
波塞頓・涅羅
水之精靈（第0宇宙），取代拉格納成為水之精靈。

#### 其他成員
瑪莉亞·史萊姆（Maria Slime，聲：小坂井祐莉繪）
穿紧身衣的女性。真身為「宇宙史萊姆」的種族。被俘虏后成功骗过了修女。
賽斯·安德森（Seth Anderson，聲：中野泰佑）
外表似牛仔的仿生人，骷髅面貌。是個速度極快的槍手。会自爆，本体是会入侵电脑程序拥有人工智能的病毒。
迪亞哥·雷艾斯（Diego Reyes，聲：山口令悟）
外表强壮的男性。拥有光学迷彩技术的隐身能力。
蜘蛛（Spider，聲：橘龍丸）
戴吉塔立斯名賈米諾夫（Jamilov）。多拉肯・喬的同伴，在戴吉塔立斯中殺死玩家及NPC也不會強制登出的殺人玩家。武器為活物大鐮刀「瑪莉亞」。現實中是個戴著叉號眼鏡、長髮的瘦弱男子。喜歡瑪莉亞。因在戴吉塔立斯中不只亮出多拉肯·喬的名聲還敗給西奇，而被賽斯以不讓人發覺的身手，以槍斃中太陽穴而亡。

### 涅羅帝國
波塞頓·修羅（Poseidon Shura，聲：鈴村健一、柴田芽衣（幼年））
波塞頓·涅羅的養子。吉基的弟子，與四季同樣是「撒旦重力」的使用者。與四季不同，自身的重力以太齒輪能夠操縱物體的方面。性格殘忍，視生命如草芥，連自己部下都會隨便處決。認為機械必須要被催毀，企圖透過ALS催毀葵宇宙中所有機械。
於“涅羅66”中，初次與四季交戰，企圖遊說四季成為朋友，計劃打敗基極，卻被四季拒絕。並重創修女及隱士，擄走了女巫。再次與四季交戰時，開啟了超越驅動，弄瞎了其左眼，最後被四季領悟的新招式「黑天」擊敗。“涅羅66”毀滅時，自己與伊鳩娜一同於爆炸中喪生。
在第0宇宙中繼位成為涅羅帝國的皇帝。性格也與其他宇宙有分別，重視部下和百姓。不擅長應付未婚妻伊鳩娜。與四季討伐繆勒後，把政體從君主制轉變成共和制。
伊鳩娜（Ijuna，聲：金元壽子）
修羅的秘書。真實身份為叛軍「綠洲」的大小姐。曾經一度潛入涅羅帝國卻被發現，之後被修羅一直當玩具折磨及羞辱。過程中逐漸理解了修羅的孤獨，相信着命運的紅線，認為他是自己的真命天子。於帝國中學習了以太齒輪「紅色命運」。
於“涅羅66”中，與拉格納重逢並交戰，最後被拉格納使用「淚水浪潮」擊敗後清醒。“涅羅66”毀滅時，自己與修羅一同於爆炸中喪生。
在第0宇宙中是修羅的未婚妻，並沒有被修羅當玩具折磨及羞辱。

#### Ocean's 6
帝國軍的特殊部隊。
卡路姆·史提爾佛德（Callum Steelford，聲：岩瀨周平）
Ocean's 6成員。迅的師兄，會使用天械流忍術。擁有帝國以太「霧化器」，能夠影響敵人的以太流，使身體化成霧。於“涅羅66”戰役中與迅重逢並交戰，最後被成功領悟超越驅動的迅以「風神裂空斬」擊敗。
莉羅（Lyra，聲：長谷川育美）
Ocean's 6成員。臉上帶有出雀斑，穿著暴露的少女。擁有以太齒輪「賭徒突襲」，能夠改變卡片上的數字，而且可以改變卡片的屬性來攻擊對手。於“涅羅66”戰役中，透過失落牌遊戲方式與蕾貝卡對決，本來想用自己的以太齒輪作弊，被蕾貝卡識破。後來與克莉涅對上，最後被領悟超越驅動的克莉涅以「百變旋風」擊敗。
納瑟（Nasseh，聲：左座翔丸）
Ocean's 6成員。擁有催眠之力的以太齒輪「荷魯斯之眼」，能夠透過電子信號來催眠對方。被慧智識破了自己以太齒輪的弱點，最後被領悟超越驅動的慧智擊敗。
米拉妮·露庫拉（Mirrani Lucra，聲：真野步）
Ocean's 6成員。擁有以太齒輪「鏡子戲法」，最後被領悟超越驅動的焰擊敗。
賽卡（Cyca，聲：佐久間元輝）
Ocean's 6成員，仿生人。被修羅毀掉。在第0宇宙中沒有被修羅毀掉，以隊員身份活着。
法畢安諾（Fabiano，聲：村上裕哉）
Ocean's 6成員。唯一一位沒有參與“涅羅66”戰役的成員，留守於神殿。當賈格入侵神殿時，於正門防守，卻被賈格一拳秒殺。能力為「葵水晶」，可以使身體結晶化並攻擊對手。

#### 涅羅游擊隊「獸王」
第一分隊
全員被維克托利一擊解決。
布里托妮（Britney，聲：櫻井浩美）
獸王第六分隊成員，外表是一名留有長髮，配戴眼鏡，身穿黑色連衣裙，大腿穿上褲襪的女性。被蕾貝卡擊敗。以太齒輪：煙霧酒吧
歐克（Orc，聲：長谷川芳明）
獸王第六分隊成員，外表是一名配戴太陽眼鏡，身形健碩的男性。被四季擊敗。
莫拉（Mora，聲：藤原貴弘）
獸王第六分隊成員，外表是一名留有長髮，頭上配戴一頂紳士高帽，手持枴杖的男性。被焰擊敗。以太齒輪：膠水之淚

## 星系聯盟軍

### 支局長
星系聯盟軍的實際上的領袖，共有四名。
聖特法亞・諾克斯（Saintfire Nox）
銀河六魔將之一，蕾貝卡的親生母親、康納的妻子。真名是瑞秋（Rachel）。
聖特法亞教的大主教。被稱為「大主教」。出身於雪宇宙的米爾茲，過去為了避免康納被聖特法亞教的狂熱信徒殺害，因而帶同襁褓中的蕾貝卡離家出走。一度被基極所囚禁，是基極搜集的眾多母親中唯一存活的一位。後被焰救出。
在第0宇宙中另一個身份是星系聯盟軍雪宇宙支局長。

### 星系六祈將
為對銀河六魔將的特殊機關，每位幹部有與六魔將匹敵的實力。
賈格（Jaguar，聲：斧篤志）
星系六祈將之一，星系聯盟軍上校，外號“獸神”。前銀河六魔將之一。
在葵宇宙的神殿殺死了暗甲與殺手，之後被基極的重力壓制，最後被涅羅以骰子殺死。
在第0宇宙中仍然是星系六祈將。
名字取自英文「捷豹」。
賈斯提斯（Justice，聲：、佐藤恵（幼年））
星系六祈將之一，外號“星之斷罪者”。乘坐天使之羽。
追查並要逮到艾爾熙， 自稱被艾爾熙奪去了一切。“賈斯提斯”是他的代號。本名「詹姆斯・哈勒威（James Holloway）」，原居住於楓宇宙某個小國的王子，並與年幼的艾爾熙訂過婚約。連達德戰役後，明白了艾爾熙的作為，與艾爾熙一同被嚼時吞噬。
在第0宇宙中，不再是星系六祈將。
賈斯提斯的角色原型沿襲自同作者前作《FAIRY TAIL》中的傑拉爾·菲爾納迪斯和《聖石小子》中的殛克哈尔德。
名字取自英文「正義」。
伊雷沙（Eraser，聲：松風雅也）
星系六祈將之一。外號“白色閃光”。本名「哈姆利歐」。乘坐熱眼號。
在第0宇宙中仍然是星系六祈將。
名字取自英文「橡皮擦」。
荷莉（Holy，聲：遠藤綾）
星系六祈將之一。雪宇宙出身。本名「蕾娜」。乘坐午夜號。
過去其妹妹被戴德恩德・克洛殺死，因而十分痛恨對方。為了復仇選擇與四季合作。
名字取自英文「神聖」。
在第0宇宙中仍然是星系六祈將。
菲瑟（Feather）
星系六祈將之一，與諾亞同樣是「神之眼」的使用者。乘坐競速號。
在第0宇宙中仍然是星系六祈將，另一個身份是聖特法亞・諾克斯的副官。
名字取自英文「羽毛」。
裘亞
星系六祈將之一。
維克托利（Victory，聲：三瓶雄樹）
星系聯盟軍一員，賈斯提斯的部下，看著要逮到艾爾茜的賈斯提斯覺得他簡直愛上她了。對於EDENS ZERO歸還克里德的遺體，而懷疑克里德的死與傑西說法的不符。
在第0宇宙中成為星系六祈將。
名字取自英文「勝利」。

### 銀河系諜報機構（GIA）
GIA全名為Galactic Intelligence Agency
亞蜜拉（Amira，聲：佐藤恵）
銀河系諜報機構「GIA」成員，真面目不明。
擅長遠距離武器。接受過拷問訓練。擁有變身為別人的能力——“鏡面”，虽然无法复制能力但能够获得被模仿者记忆和思考情报。先前在戴吉塔立斯中假扮為男性玩家的焰潛入西奇等人身邊，被識破後無傷離開。接著並打算潛入多拉肯·喬身邊，获取他的弱点。
在30號世界，一周前以俱乐部舞孃身份潜入披列・高尔，发现拉比莉亚被俘虏到船上后与之交换身份，让她躲藏在据点俱乐部禁止她在任务完成前上网和玩SNS，自己则变成拉比莉亞的样子接近多拉肯，获知他的弱点带回组织。听说了EZ一伙要打倒多拉肯，露出真面目并提出愿意协助他们。一开始四季还一脸提防，但以交个“朋友”为由四季很快答应了。最后提议先到多拉肯的生命维持装置那里。
在第0宇宙中成為星系六祈將， 代號「費絲(Face)」。
傑西（Jesse，聲：村井雄治）
銀河系諜報機構「GIA」成員。出身於楓宇宙的連達德。
十分痛恨毀滅了國家的艾爾熙。曾作為臥底潛伏在「鎧之宇宙海賊」之內。稱假扮焰的亞蜜拉為大姊。在戴吉塔立斯中遇到並確認她是否潛入順利。在葵宇宙被艾爾熙識破身份後，被送回追擊「鎧之宇宙海賊」的賈斯提斯的艦隊。
於涅羅66戰役中，誤殺克里德卻不敢說出事實，將錯推到焰身上。然而維克托利卻認為事實可能不是。
於連達德戰役中，用計先後殺死豪炎，冰河，但自己卻遭臨死的冰河用冰能力殺死。
在第0宇宙中由於連達德仍然存在，因此並沒有怨恨艾爾熙。

### 其他成員
克里德（Creed，聲：三野雄大）
星系聯盟軍一員，賈斯提斯的部下。真名是「誠二・北條（Seiji Houjou）」，與焰同樣出身於大江戶星，將軍家的成員。對焰一見鍾情。
在「涅羅66」中被傑西槍殺，並將遺體歸還政府。
在第0宇宙中，小時候與焰的御前比武中被對方誤傷，焰因為此事被身為將軍的父親判處斬首，本人為焰向父親求情不果，而焰的師父女武神・由奈則替焰承擔責任被判斬首，事後幫助修復女武神。
名字取自英文「信條」。
白
星系聯盟軍一員，荷莉的部下。
伊吹
星系聯盟軍一員，荷莉的部下。

## 櫻宇宙

### 格蘭貝爾（Granbell）
在第0宇宙中由於基極製造了以太循環裝置，因此星球的能源十分充沛。
城主（配音：辻親八）
格蘭貝爾王國的機器城主。
麥可（Michael，配音：山口智廣）
格蘭貝爾王國的機器巫師，是四季最親密的朋友，格蘭貝爾星能量歸零後其機能也隨之停止。在第0宇宙中則與其他居民一同送別四季。
蜜多拉（Mitra，配音：佐藤花）
格蘭貝爾王國的機器酒吧小姐。
約翰（John，配音：佐久間元輝）
格蘭貝爾王國的機器裁縫師。
安妮（Annie，配音：柴田芽衣）
格蘭貝爾王國的機器餐廳服務員。

### 布鲁加甸（Blue Garden）

#### 流星之燈
位於行星「布魯加甸」（Blue Garden），創立已有50年的冒險者公會。
諾亞·格連菲爾德（Noah Glenfield，聲：岡本信彥）
流星之燈公會會長，外表俊俏的卷发青年。據說曾在B・CUBER綁架事件中被抓走，不過逃走。修女・依芙莉曾接過他的工作，事後想起覺得此人可疑。真正身份是銀河系諜報機構「GIA」櫻花宇宙的局長。
拥有名叫「神之眼」的不受「时间」观测“人体位置”即「时间位置」以太齿轮能力，超越了当今GPS和纳米机器人技术发达的时代，能藉每个人位置变化预测到未来的行动。在10年前就观测注意到，本应该在交通事故中身亡的蕾贝卡发生了「时间移动」和现在所处「时间位置」。曾经与多拉肯・喬联络接触，多拉肯从其手中購買Eden's Zero的情報，知道蕾贝卡以太齿轮的秘密。EZ一伙正面侵入战舰彼列・高尔时，以全息投影出现在四季和蕾贝卡等面前，解释了蕾贝卡在以前每当危险或命悬一线时，就会无意识地改变「时间的位置」，已经30次了因此把现在这个世界称为“30号世界”，并且表明这是一个唯一可以打倒多拉肯的世界，否则一旦输了他们就会夺取蕾贝卡的能力。最后袒露自己之前所做的一切行为最终目的都是为了打倒多拉肯・喬。
在第0宇宙中真正身份是星系聯盟軍櫻宇宙支局長。
克菈麗絲·雷亞（Clarisse Layer，聲：田村奈央）
公會櫃台接待人員。

#### 櫻舞星騎士團
位於宇宙鋼鐵之丘的十二尊雕像，在闇黑時代保護櫻宇宙的英雄們，是布魯加甸的守護神。
絕諾利斯（Xenolith）
櫻舞星騎士團的成員之一，魔械流的創立者，吉基的師父，因為某些緣故成為了機械人並活了一千多年。
歐魯基亞（Orgia）
亞爾賽立克（Arcelik）
尼可勞斯（Nikolaus）
烏璐克洛亞（Urochloa）

#### 其他
尼可拉（聲：小坂井祐莉繪）
布鲁加甸常見的種族。該角原型來自原作者以前的作品《聖石小子》中的吉祥物普魯，在《FAIRY TAIL》是以小犬座星靈登場。

### 诺玛（Norma）
慧智・修泰那（老年）（Wise Steiner，配音：手塚弘道）
居住在諾瑪星的科學家，把事故死亡的哈比改造成機器的人，因而被蕾貝卡視作大恩人。自稱為「老夫」，未婚。過去是不良少年，由於偷了高利贷多拉肯．喬的錢而被對方以盜竊罪刑罰砍去右手，因此右手是機械義肢。失去了右手後選擇了金盆洗手，進入了學校努力讀書，成為了一名博士。被譽為「機器人工學的天才」。
在嚼時吞噬諾瑪星前已離開，目前與相熟的兔女郎芭娜蒂多一起展開夢寐以求的星際之旅。被芭娜蒂多評價為「慧智上了年紀後才有魅力」。對名聲與獎金毫無興趣。曾經證實過「布萊理論」卻沒有把論文在學會發表。
在第0宇宙中因為多拉肯．喬跟其他宇宙的他行事為人差異甚大因此並沒有被他砍去右手。在10年前為年幼的蕾貝卡開發了遊戲引擎-久克・赫利克斯，但久克・赫利克斯卻透過自我學習衍生了自我，擺脫了慧智（老年）的掌控，並成為「銀河六魔將」，此事成為了慧智（老年）的一個重大遺憾。
希維爾（Sibir，聲：青山穰）
位於50年前諾瑪星的賊黨希維爾家族首領。不知從何拿到琵諾並恐嚇她，虐待過許多仿生人。最後被西奇打敗。身旁跟著一隻小鳥叫做「吧呦」（聲：近藤玲奈）。
在第0宇宙中與慧智的母親愛瑪關係良好。
希維爾（老年）（Sibir，聲：青山穰）
50年后的年迈希维尔在德拉肯据点戰艦彼列・高爾生活，与X492的慧智（即老年博士）是老朋友，因此新闻上看到有认识的年轻时候的慧智时不能坐视不管。与四季等人经历琵诺历史的希维尔是不同的人，他当初被慧智（博士）偷走的军团资不是琵诺，而是属于高利贷DJ丧尸的钱。慧智（博士）因此被抓处罚后，变得安分好好上学，不当不良少年最后才成为博士，他就在那时与慧智（博士）和好但自己因为没有脱离不良圈变得渐行渐远，老了以后就来到这里。在29号世界时收留帮助了受伤的慧智但被发现，EZ一伙被处决后一周自己也被杀死了；在30号世界，现身多拉肯之家里，出现在拯救拉比莉亚的四季和蕾贝卡一行人面前然后带领到没有监视的房间进行谈话。
腳足兄弟（Foot Brothers，聲：佐佐健太（兄）、鹽見宗真（弟））
希維爾找來的打手。對上蕾貝卡時，迷上了她的雙腳，非常想仔細欣賞，但被西奇打敗。
芭娜蒂多（聲：櫻井浩美）
酒吧的兔女郎。在嚼時吞噬諾瑪星前已離開，目前與慧智展星際之旅。認為慧智上了年紀後才有魅力。
愛瑪・修泰那（Irma Steiner，聲：佐藤花）
慧智的母親，年輕時是冒險家。因被德拉肯．喬吸收生命力而死。
在第0宇宙中由於該宇宙的多拉肯從未奪取人類的壽命因此仍然存活。

### 基鲁斯特（Guilst）
冒牌修女（Fake Sister，聲：前田玲奈）
傭兵團羅格奧特團長。假冒並利用修女・伊芙莉的修復力量，在正牌醒來後被狠狠踹了，最後被憤怒的迅而殺死。
賈諾夫（Ganoff，聲：田村真）
傭兵團羅格奧特團員，不太會數數。嚼時即將到來時，獨自離開。
伊力佳（Illega，聲：木村雅史）
喜歡收集B・CUBER的變態青蛙，收集到的B・CUBER會讓她裸體擺好姿勢並石化製為家具。

### 戴吉塔立斯（Digitalis）
隱匿山怪（聲：真木駿一）
NPC，身型龐大的怪物，本來為玩家於劇情上的魔王。後來為了保護鎮民而阻檔怪物入侵。
蛋奇摩（聲：山口令悟、清水彩香）
外表像馬的生物。
該角原型來自原作者以前的作品《聖石小子》中的蛋奇摩。
少女NPC（聲：小坂井祐莉繪）

### 密爾迪安（Mildian）
小梅（Xiaomei，聲：井上穗乃花）
謎之女性，自稱故事的講述者講述著西奇等人的故事，最喜歡的一句話是「未來可以改變」。
居住於時之星球密爾迪安，為知曉銀河全貌的詠時者。由於什麼事情都知道，能知道戰鬥勝敗的各個未來，卻不曉得戰鬥的結果，所以特別喜愛觀看戰鬥，喜愛到眼睛冒愛心邊流口水邊說著美味。
本名「露娜」，原本是地球的衛星，也就是月球。認識MOTHER且一路引導四季等人。
金屬波奇（Metal Bogey，聲：三瓶雄樹）
擁有鋼鐵皮膚的佐格爾星最強戰士，於小梅測驗希奇時登場，不過很快的被希奇一拳打倒。
亥威・牙那（Highway Ena，聲：梶川翔平）
穿梭在櫻宇宙的神足，外表似狗。擁有速度的以太齒輪。於小梅測驗瓦伊茲時利用琵諾的EMP解除以太齒輪後，便趁機以腳用力的採他。

### 聖・裘艾爾（Sun Jewel）
紅婦人（Madame Kurenai，聲：園崎未惠）
聖・裘艾爾的最高權力統治者。擁有衛星烈焰，能夠監視聖・裘艾爾所有人的位置，也能處以死刑。真實名字為「紅•皋月（Kurenai Kougetsu）」，焰的親生母親。在第3宇宙﹙416號世界﹚中遺體被基極回收。
在第0宇宙中性格與其他世界相差甚遠，被聖・裘艾爾的當權者以大江戶星居民的性命作威脅而無法回家，在女武神・由奈來到聖・裘艾爾說明事情原委後，組成了「天罰使團」保護民眾。在威脅自己的當權者被四季一行捕獲以及當權者持有的衛星烈焰被EDENS ZERO的主炮摧毀後才如釋重負，與闊別多年的焰相擁而泣。事後繼續留守聖・裘艾爾保護民眾。
蓋雷特（Garrot，聲：中務貴幸）
三罪天之一，外號「鞭罪天」。紅婦人的親信，貧困層的監視官，性格殘忍。最後被焰擊殺。
在第0宇宙中則是「天罰使團」的成員。
尼諾（Nino，聲：後藤弘樹）
三罪天之一，外號「拳罪天」。紅婦人的部下。超知名B・CUBER。最後被成功覺醒乙太齒輪的蕾貝卡擊敗。
在第0宇宙中則是「天罰使團」的成員。
霸庫（Baku，聲：村井雄治）
三罪天之一，外號「斧罪天」。紅婦人的部下，身體龐大卻有着驚人的移動速度。最後被以「兵工廠」型態的慧智擊敗。
在第0宇宙中則是「天罰使團」的成員。
沃德（Ward，聲：鹽見宗真）
紅婦人的部下。
在第0宇宙中則是「天罰使團」的成員。
賽德李克（Cedric，聲：山口智廣）
傑諾斯星的模特兒。
天罰使者（Punisher，聲：片山公輔、中島卓也）
保羅（Paul，聲：北澤洋）
女武神的徒弟。在第0宇宙中成為了議員。

## 葵宇宙

### 雷德凱夫（Red Cave）
娜蒂雅（聲：前田玲奈）
仿生人，海底神殿守護者。200年前被製造出來守護MOTHER的指標。與安德琉互相愛戀。
在第0宇宙中真正身份是星系聯盟軍葵宇宙支局長。
安德琉（聲：村上裕哉）
已故，人類技師。修復好娜蒂雅，與娜蒂雅互相愛戀。
在第0宇宙中因為冷凍睡眠而仍然存活。

### 佛瑞斯塔（Foresta）
絕諾利斯（Xenolith，澤洛里斯）　聲：井上和彥
魔械流的創立者，吉基的師父。原櫻舞星騎士團的一員，在臨終前把意識轉移到機械身體。
在第0宇宙中身體和力量被繆勒奪去，意識則轉移到小美的身體中。
阿爾娜（聲：岩田陽葵）
小女孩，與小美是朋友。被雷貝卡等人所救。
在第0宇宙中在「綠洲」的根據地中拍攝電影。
小美（聲：關愛利亞）
小型機械人，阿爾娜的朋友。

### 桑德拉 (Sandra)

#### 綠洲（Oasis）
叛軍組織，目的是推翻涅羅的掌管。
古德溫（Goodwin，聲：乃村健次）
叛軍“綠洲”老大。是B・CUBER蕾貝卡的超級粉絲。
在第0宇宙中由於不再是首領，無需服食藥物維持威嚴，因此體型與哈比相同。
大小姐
上代老大的女兒，是個開朗不服輸的人，在上代老大過世後與古德溫撐起“綠洲”這個組織，為了救回夥伴被修羅殺害。
茨城（Ibaraki，聲：菅原慎介）
叛軍“綠洲”團員。
杜蘭（Dylan，聲：鹽見宗真）
叛軍“綠洲”團員。
芙雷娜（Furena，聲：月城亞美）
叛軍“綠洲”團員。
盧索（Russo，聲：Farahnaz Nikray）
叛軍“綠洲”團員。
利扎爾（Lizarre，聲：山口令悟）
叛軍“綠洲”團員。
芝麻吉（Gomakichi，聲：中島卓也）
叛軍“綠洲”團員。

## B·CUBER
蜜龍（Milon，聲：佐藤恵）
頻道「特工TV」的B・CUBER，訂閱人數120萬人。
可帕醬（Copa，聲：夏生）
訂閱人數85萬人。
彌子（聲：鎌倉有那）
希拉（聲：柳澤良音）
小里、小奈（Ricchan, Nacchan，聲：加藤一華、金城成美）
法蘭卡·幼雞（Flanker Yocchi，聲：よっち）
頻道「嘣波嘣TV」的B・CUBER。SBA宇宙水蚤級冠軍的超有名的拳擊樣貌B・CUBER。於小梅測驗蕾貝卡時登場，最後被蕾貝卡飛踢打敗。

## 外宇宙
MOTHER（聲：井上喜久子）
神秘生命體，宇宙女神，存在宇宙某處，比星球還大的女性。聖特法亞教的信仰的對象。
真正身份是地球本身。
嚼時
能吞噬行星時間的宇宙怪物，被牠吞噬過的星球時間會倒退而且無法回到原來的時間﹙被吞噬的時間的多寡是隨機性的﹚被牠吞噬的事物會永遠消失，從而形成新的事實，不會產生悖論。
真正身份是3173世界線2萬年後的蕾貝卡。